# Nikki Cox

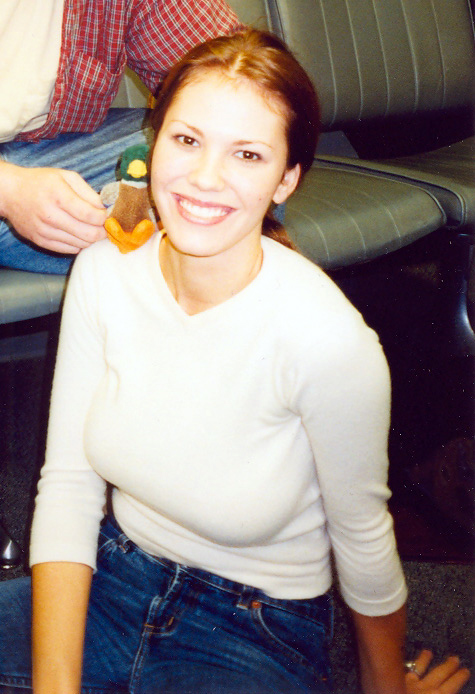
Nikki Cox im Oktober 2000 bei einer Werbeveranstaltung für die Fernsehserie Nikki

Nicole „Nikki“ Avery Cox (* 2. Juni 1978 in Los Angeles, Kalifornien) ist eine US-amerikanische Schauspielerin.

## Berufliche Karriere
Die Karriere von Cox begann im Alter von vier Jahren, als sie als Tänzerin in verschiedenen Ballettproduktionen und im Fernsehen auftrat. Im Alter von zehn Jahren begann sie mit der Schauspielerei, woraufhin sie in mehreren Filmen und Serien wie Baywatch – Die Rettungsschwimmer von Malibu, Raumschiff Enterprise: Das nächste Jahrhundert (Star Trek: The Next Generation), California Dreams und Blossom in kleineren Rollen zu sehen war.
Bekannt wurde Cox durch die Fernsehserie Auf schlimmer und ewig (Unhappily ever after), in der sie 1995 eine Hauptrolle erhielt. Bis zum Ende der Sitcom 1999 spielte sie die Schülerin Tiffany Malloy. In der Fernsehserie Nikki spielte sie von 2000 bis 2002 die Titelrolle Nikki White – eine Tänzerin in Las Vegas, die mit einem Profi-Wrestler verheiratet ist. In dieser Zeit trat sie auch in fünf Folgen der Serie The Norm Show auf, in der sie eine ehemalige Prostituierte darstellte. Von 2003 bis 2007 spielte Cox in der Besetzung der in den Vereinigten Staaten populären dramatischen Fernsehserie Las Vegas die Veranstaltungs- und Hotelmanagerin Mary Connell.

## Privatleben
Bis zum Jahre 1998 war sie mit Schauspielkollege Kevin Connolly liiert, der in der Fernsehserie Auf schlimmer und ewig ihren Bruder Ryan Malloy spielte. Cox war seit 1999 mehrere Jahre lang mit dem 16 Jahre älteren Schauspieler und Komiker Bobcat Goldthwait verlobt, der in der Fernsehserie Auf schlimmer und ewig dem sprechenden Plüschhasen „Mr. Floppy“ seine Stimme lieh.
Seit Anfang 2006 war Nikki Cox mit dem acht Jahre älteren US-amerikanischen Stand-up-Comedian und Schauspieler Jay Mohr liiert. Am 29. Dezember 2006 heirateten die beiden in Los Angeles. Das Paar hat einen gemeinsamen Sohn, der am 5. Mai 2011 geboren wurde. 2016 reichte Mohr die Scheidung ein, welche zwei Jahre später rechtskräftig wurde.

## Filmografie (Auswahl)
- 1988: Mama’s Family (Fernsehserie, eine Folge)
- 1988: Mick … mein Freund vom anderen Stern (Mac and Me)
- 1988: Moonwalker
- 1989: Paula Abdul: Straight Up (Kurzfilm)
- 1989: The Ryan White Story (Fernsehfilm)
- 1989: Raumschiff Enterprise: Das nächste Jahrhundert (Star Trek: The Next Generation, Fernsehserie, eine Folge)
- 1990: A Family for Joe (Fernsehfilm)
- 1990: Harrys wundersames Strafgericht (Night Court, Fernsehserie, eine Folge)
- 1991: Murphy Brown (Fernsehserie, eine Folge)
- 1991: Terminator 2 – Tag der Abrechnung (Terminator 2: Judgment Day)
- 1991: Eerie, Indiana (Fernsehserie, eine Folge)
- 1991, 1994: Baywatch – Die Rettungsschwimmer von Malibu (Baywatch, Fernsehserie, zwei Folgen)
- 1992: Urlaubsflug auf die Insel des Grauens (Danger Island, Fernsehfilm)
- 1993: Die Ninja-Morde von Bel Air (Bloodlines: Murder in the Family, Fernsehfilm)
- 1993: Blossom (Fernsehserie, eine Folge)
- 1993: Das Leben und Ich (Boy Meets World, Fernsehserie, eine Folge)
- 1993: Die Nanny (Fernsehserie, eine Folge)
- 1993–1995: General Hospital (Fernsehserie, 45 Folgen)
- 1994: California Dreams (Fernsehserie, zwei Folgen)
- 1994: Gaby (Someone Like Me, Fernsehserie, fünf Folgen)
- 1995–1999: Auf schlimmer und ewig (Unhappily Ever After, Fernsehserie, 100 Folgen)
- 1996: Sister, Sister (Fernsehserie, eine Folge)
- 1996: Gedemütigt! … und keiner wird ihr glauben (She Cried No, Fernsehfilm)
- 1996: Glimmer Man
- 1996–1997: Eine Hausfrau zum knutschen (Pearl, Fernsehserie, drei Folgen)
- 1997: Sub Down – Verschollen in der Tiefe
- 1998: Ein Witzbold namens Carey (The Drew Carey Show, Fernsehserie, eine Folge)
- 1998: Penn & Teller’s Sin City Spectacular (Fernsehserie, eine Folge)
- 1999–2001: The Norm Show (Fernsehserie, 27 Folgen)
- 2000: Familie Klumps und der verrückte Professor (Nutty Professor II: The Klumps)
- 2000–2002: Nikki (Fernsehserie, 41 Folgen)
- 2001: Don’s Plum
- 2002: Run Ronnie Run!
- 2003–2007: Las Vegas (Fernsehserie, 88 Folgen)
- 2006: The Jake Effect (Fernsehserie, sieben Folgen)
- 2007: Fugly (Fernsehfilm)
- 2008: Ghost Whisperer – Stimmen aus dem Jenseits (Ghost Whisperer, Fernsehserie, eine Folge)
- 2008: Lonely Street